# مرغداری شاهومیان
مرغداری شاهومیان یا شاهومیانی ترچنافابریکا (به ارمنی: Շահումյանի թ/ֆ) یک روستا در ارمنستان است که در استان آرماویر واقع شده‌است.  در  کیلومتری شمال آرماویر، مرکز استان آرماویر واقع شده است.

## خصوصیات
شاهومیانی ترچنافابریکا ۹۲۹ نفر جمعیت دارد و در ارتفاع  متر بالاتر از سطح دریا قرار گرفته است.